# سیلوردیل، لانکاشر
سیلوردیل (به انگلیسی: Silverdale) یک روستا و محله مدنی در بریتانیا است که در لنکستر واقع شده‌است. سیلوردیل ۱٬۵۱۹ نفر جمعیت دارد.